# Pedro Díaz de Toledo y Ovalle
Pedro Díaz de Toledo y Ovalle (Alcalá de Henares, alrededor de 1425 - Granada, 15 de agosto de 1499) fue un clérigo español, obispo de Málaga. Fue capellán del Marqués de Santillana y de los monarcas Juan II de Castilla y Enrique IV; por último, en el reinado de los Reyes Católicos, secretario del rey.
De familia judeoconversa, su primo era el humanista Pero o Pedro Díaz de Toledo, señor de Olmedilla. Tampoco debe confundirse con otro personaje homónimo de su época, el médico Pedro Díaz de Toledo.

## Biografía
Recibió una gran educación, que completó con estudios eclesiásticos en el Colegio de San Bartolomé de la Universidad de Salamanca, donde cursó teología y ambos derechos, civil y canónico. 
En 1449 obtuvo una canonjía en Sevilla. Más tarde fue provisor, juez eclesiástico y vicario general del Arzobispado de Toledo. La reina Isabel lo nombró limosnero mayor, de forma que acompañó en ese cargo a la Corte en sus desplazamientos, especialmente en la guerra de Granada y en el cerco y conquista de Málaga, socorriendo a los menesterosos, enfermos, heridos y desamparados por la guerra. Al entrar los castellanos en Ronda en 1485, se constituyó de nuevo el obispado de Málaga (4 de agosto de 1486) y la tarde misma en que se ganó la ciudad (17 de agosto de 1487) paseó en triunfo por sus calles una cruz procesional que fue colocada en la parte más alta de la Alcazaba. En 1487 el papa Inocencio VIII lo nombró administrador apostólico del obispado de Salamanca y en diciembre de ese mismo año, estando en Zaragoza, recibió el nombramiento como primer obispo de Málaga.
Comenzó por adaptar al culto cristiano como catedral la que había sido mezquita mayor de Málaga; y sobre la mezquita menor inició la construcción de la iglesia parroquial de Santiago, la más antigua de la ciudad (empezada el 25 de julio de 1490). Con la ayuda de la reina buscó clero suficiente para un obispado tan extenso, redactó estatutos y ayudó desde 1494 a repoblar con cristianos (2000 personas procedentes, sobre todo, de Andalucía y Extremadura) los pueblos costeros de Benalmádena, Mijas, Fuengirola y Bezmiliana. Atrajo a distintas órdenes religiosas autorizándolas a fundar asentamientos en la diócesis; vinieron así religiosos franciscanos y dominicos que desde 1497 fueron el principal instrumento de recristianización de la región. Los trinitarios llegaron en 1499. Las distintas órdenes se fueron estableciendo tanto en Málaga, como en Vélez, Ronda o Antequera.
Colaboró con trinitarios y mercedarios en la redención, compra o trueque de cautivos en manos de los moros, enviando para ello personal a Orán. Asimismo autorizó la instalación de las monjas clarisas, cuyo monasterio dotó personnalmente con sus bienes. En 1492, se estableció la Orden de los Mínimos de San Francisco de Paula, y su Prior Fray Boyl empezó la construcción del Santuario de Nuestra Señora de la Victoria como patrona de Málaga. Celebró un sínodo diocesano en 1497. 
Estando en Granada, adonde había acudido para acompañar a los Reyes y ya enfermo, falleció el 15 de agosto de 1499. Sus restos fueron trasladados a Málaga y enterrados en la mezquita-catedral hasta que, en 1507, al quedar terminada la capilla sepulcral de San Jerónimo, se trasladaron allí.